# Dãy núi Hoggar

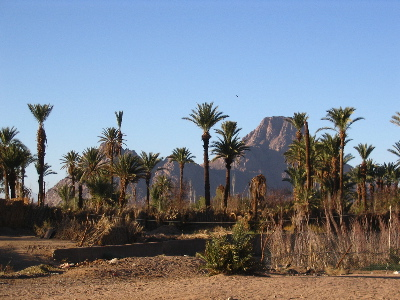
Một ốc đảo tại dãy núi Hoggar

Dãy núi Hoggar (tiếng Ả Rập: جبال هقار, Berber: idurar n Ahaggar, Tuareg: Idurar Uhaggar), còn được gọi là Ahaggar, là một vùng cao nguyên trung tâm Sahara, miền nam Algérie, dọc theo chí tuyến Bắc.

## Địa lý
Vùng núi này tọa lạc cách 1.500 km (930 mi) về phía nam thủ đô, Algiers. Khu vực này chủ yếu là sa mạc đá với độ cao trung bình hơn 900 m (3.000 ft) trên mực nước biển. Đỉnh cao nhất, núi Tahat, ở độ cao 2.908 m (9.541 ft). Assekrem là một điểm vị trí nổi tiếng và thường được viếng thăm, nơi mà Charles de Foucauld xây dựng một tu viện năm 1911. Thành phố chính gần dãy núi Hoggar là Tamanrasset, được xây dựng trên một thung lũng sa mạc hoặc wadi.